# Rio Goruia
O Rio Goruia é um rio da Romênia, afluente do Caraş, localizado no distrito de Caraş-Severin.